# Henake Schubak
Henake Schubak, född 30 augusti 1911 i Åbo, död 12 juni 1986 i Bromarv, var en finländsk skådespelare. Schubak medverkade även i svenska filmer.
Han var gift med skådespelaren Synnöve Isaksson.
Henake Schubak tilldelades Pro Finlandia-medaljen 1966.

## Filmografi i urval
- 1939 – Bättre fly än illa fäkta
- 1946 – Hotell Kåkbrinken
- 1947 – Rallare
- 1947 – Livet i Finnskogarna
- 1948 – Främmande hamn
- 1949 – Sjösalavår
- 1951 – Bärande hav
- 1952 – Finska flickor i Stockholm
- 1952 – Natten är lång
- 1957 – Ingen morgondag

## Teater

### Roller (ej komplett)
| År   | Roll                                                  | Produktion                                         | Regi        | Teater                       |
| ---- | ----------------------------------------------------- | -------------------------------------------------- | ----------- | ---------------------------- |
| 1938 | Va-bou-train Louis Constant Wairy Leroy, hovskräddare | Madame Sans-Gêne Victorien Sardou och Émile Moreau | Mia Backman | Svenska Teatern, Helsingfors |